# سام هولمز
سام هولمز (بالإنجليزية: Sam Holmes)‏ هو لاعب كرة قاعدة أمريكي، ولد في 11 ديسمبر 1915 في Bosco, Louisiana ‏ في الولايات المتحدة، وتوفي في 8 نوفمبر 2010.